# Belfast River (Dominica)
Der Belfast River ist ein Fluss an der Westküste von Dominica im Parish Saint Paul. Aufgrund geothermischer Aktivität im Untergrund erhitzt sich der Fluss stellenweise fast bis zum Siedepunkt.

## Geographie
Der Belfast River entspringt am Westhang des Morne Trois Pitons aus demselben Grundwasserleiter wie ein Quellbach des Boeri River. Sein Einzugsgebiet fächert sich jedoch breit auf, hauptsächlich zwischen den Vorbergen Morne Boyer (S) und Mount Joy/Deux Jardins. So grenzt er an die Einzugsgebiete von Massacre River, Mahaut River und Ravine S'abricots im Süden. Die Quellbäche von der Höhe des Morne Trois Pitons (⊙), beziehungsweise vom Plateau bei Middleham Estate (⊙) verlaufen zunächst nach Westen, wenden sich dann fast rechtwinklig nach Norden und vereinigen sich bei Corona Estate um sich nach etwa 2 ½ km wieder nach Westen zu wenden. Der Fluss passiert Deux Saisons im Norden und wendet sich bei Belmont, wo er Zulauf von mehreren kleinen Zuflüssen von links und Süden erhält, nochmals nach Norden, erhält bei Bon Repos jedoch Zulauf von einem weiteren Quellfluss von rechts und Osten und wendet sich von dort wieder nach Südwesten. Bei Charrurier erhält er zahlreiche Zuflüsse aus dem Mount Joy von rechts und Norden, aber auch von Bon Repos im Süden und bildet im Tiefland an der Küste auch noch einen Teilungslauf aus, bevor er zwischen Mahaut und Jimmit ein kleines Flussdelta bildet und dort in das Karibische Meer mündet.
Nach Norden schließt sich das Einzugsgebiet des Layou River an.
Ein Zufluss bildet den kleinen Salton Waterfalls (⊙).